# Christophe Mandanne
Christophe Mandanne (Toulouse, 7 februari 1985) is een Frans voetballer die bij voorkeur als aanvaller speelt. Hij tekende in 2012 bij EA Guingamp.

## Clubcarrière
Mandanne is afkomstig uit de jeugdopleiding van Le Havre. Die club leende hem twee seizoenen uit aan Tours. In 2007 maakte de aanvaller de overstap naar Dijon, dat hem uitleende aan Stade de Reims en EA Guingamp. Op 14 januari 2012 debuteerde hij voor zijn nieuwe club in de Ligue 2 tegen Le Mans. Drie dagen later maakte hij zijn eerste competitietreffer tegen Nantes. In 2013 promoveerde hij met EA Guingamp naar de Ligue 1. In 2014 won Mandanne de Coupe de France met de club uit Bretagne. In de finale werd Stade Rennais verslagen met 0-2.

## Erelijst
| Coupe de France | 1x | 2013/14 |